# Station Bogegrend
Bogegrend was tot 2012 een halte in Bogo in de gemeente Vaksdal in Noorwegen. De halte werd  bediend door de stoptreinen van lijn 45 tussen Bergen en Voss die er twee keer per dag een stop maakten. Wegens achterblijvend gebruik werd de halte in 20212 gesloten.